# Surtauville
Surtauville é uma comuna francesa na região administrativa da Normandia, no departamento de Eure. Estende-se por uma área de 4,39 km². Em 2010 a comuna tinha 497 habitantes (densidade: 113,2 hab./km²).